# Microsoft Office XP
Microsoft Office XP (connu en version bêta sous le nom d'Office 10 et également connu sous le nom d'Office 2002) est une suite de la famille Microsoft Office distribuée par Microsoft pour le système d'exploitation Microsoft Windows.
Cette suite est le successeur de Microsoft Office 2000 et le prédécesseur d'Office 2003 et peut également être reconnue sous le nom de "Office 10", qui est son nom de code. Il a été mis sur le marché le 5 mars 2001 aux États-Unis, tandis qu'en Europe il est apparu pour la première fois le 4 août 2001.
Un élément clé de la campagne publicitaire de Microsoft Office XP a été la suppression de Clippy et d'autres assistants Office, qui ont été désactivés par défaut mais n'ont été complètement éliminés qu'en 2007.

## Aperçu
Office XP est sorti le 5 mars 2001 aux États-Unis. Des Service Packs ont été distribués pour cette version. La phase de support "Mainstream" pour Office XP a pris fin le 11 juillet 2006, jour où Windows 98 et Me n'étaient plus supportés. Le support étendu a pris fin le 12 juillet 2011.

### La dénomination
Microsoft Office XP a été distribué la même année que Windows XP mais, malgré les similitudes entre les noms, il est également compatible avec Windows NT 4.0, Windows 98, Windows 98 SE, Windows 2000, Windows Me. Il conserve également une certaine compatibilité avec Windows Vista mais n'a aucune compatibilité avec Windows 7. Il n'est pas non plus compatible avec Windows 95, dont la dernière suite compatible est Office 2000
Les composants d'Office XP ont reçu l'abréviation "2002", même si le suffixe est "XP" ; par exemple, Word ne s'appellera pas Word XP, mais Word 2002.

## Caractéristiques
Microsoft Office XP était une mise à jour majeure, avec de nombreuses améliorations et modifications.
Mode sans échec : cette fonctionnalité permet à des applications telles qu'Outlook 2002 de démarrer lorsque leur démarrage peut échouer. Le mode sans échec Office vous permet de détecter le problème et de le réparer ou de l'ignorer, et de le signaler comme corrompu au registre.
Balise active : il s'agit d'une nouvelle technologie fournie avec Office XP. Certaines balises actives fonctionnent sur la base de l'activité de l'utilisateur, comme l'aide en cas de faute de frappe. Ces balises actives sont fournies avec les produits et ne sont pas programmables. Pour les développeurs, cependant, il existe la possibilité de créer des balises actives personnalisées. Dans Office XP, les balises actives personnalisées peuvent uniquement fonctionner dans Word et Excel.
Activation de produit : comme Windows XP, Office XP inclut une technologie d'activation de produit pour éviter le piratage de logiciels. Cette fonctionnalité sera également implémentée dans les versions ultérieures d'Office.
Reconnaissance vocale et reconnaissance d'écriture manuscrite Ce sont les nouvelles fonctionnalités d'Office XP, partagées entre toutes les applications Office telles qu'Outlook Express. La fonction de reconnaissance vocale comprend deux fonctions différentes, la dictée et la commande vocale. La dictée offre aux utilisateurs la possibilité de dicter des mots qui seront transcrits dans un document numérique d'un programme Office, tandis que la commande vocale est utilisée pour appeler les options de menu et de commande par la voix. La reconnaissance de l'écriture manuscrite permet aux utilisateurs de saisir du texte en écrivant au lieu de taper.

## Éditions
Les composants individuels (Word, Excel, etc.) sont distribués dans une seule suite à partir d'Office 95. Ces applications sont disponibles dans différents packages de vente : le package complet pour tous les ordinateurs où Office n'était pas présent, et le package de mise à jour pour mettre à jour une ancienne version bureautique. Toutes les éditions avaient Word, Excel et Outlook comme composants principaux, et toutes les éditions, à l'exception de l'édition Small Business, avaient PowerPoint.
| Applications | Std | SB  | Pro | ProPlus | Dev |
| ------------ | --- | --- | --- | ------- | --- |
| Word         | oui | oui | oui | oui     | oui |
| Excel        | oui | oui | oui | oui     | oui |
| PowerPoint   | oui | non | oui | oui     | oui |
| Outlook      | oui | oui | oui | oui     | oui |
| Access       | non | non | oui | oui     | oui |
| FrontPage    | non | non | oui | oui     | oui |
| Publisher    | non | oui | non | non     | non |
| ODT          | non | non | non | non     | oui |